# Iria G. Parente
Iria G. Parente (Madrid, 16 de junio de 1993) es una escritora española, que, además de escribir, trabaja como publicista. Sus novelas las escribe junto a Selene M. Pascual, otra autora española nacida en Vigo.

## Trayectoria
Se conocieron en 2006 en un foro de Internet donde subían historias que creaban ellas mismas, en el cual se leían mutuamente. Con el tiempo, empezaron a hablar por Messenger, creando una amistad que las llevó a empezaron a escribir historias juntas.
En 2012 publicaron en Internet gratuitamente su primera novela Pétalos de papel, que fue leída por más de 9.000 personas.
Unos años después, en 2014, publicaron con la editorial Everest su segunda novela llamada Alianzas. Primera parte de la trilogía Cuentos de la luna llena que fue seleccionada en la revista cultural Babelia (El País) como una de las mejores lecturas de literatura juvenil del año.
Al año siguiente, en 2015, Alianzas ganó el premio Templis a la “Mejor novela nacional perteneciente a saga”, que otorga la revista digital de literatura juvenil El templo de las mil puertas. En años posteriores han llegado a ser finalistas varias veces en ese mismo premio, tanto en “Mejor novela nacional perteneciente a saga” como en “Mejor novela nacional independiente”.
Durante esa época, la editorial Everest cerró causando que se paralizara la publicación de la trilogía Cuentos de la luna llena, que pasados unos años, en noviembre de 2017, fue reeditada por la editorial La Galera bajo el nombre de Secretos de la luna llena.
En 2015 publicaron Sueños de piedra, novela que da comienzo a una de sus sagas más exitosas, Marabilia, compuesta por cinco novelas de fantasía, de las cuales las cuatro primeras se pueden leer de forma independiente debido a que son autoconclusivas, aunque tienen personajes en común. Esta saga fue publicada por Nocturna, editorial con la que siguen publicando la mayoría de sus novelas. En el 2016 publicaron el segundo libro de la serie Marabilia, Títeres de la magia. Ese mismo año publicaron la reedición del primer libro de la trilogía Secretos de la luna llena llamado Alianzas. En febrero del 2017 publicaron Rojo y Oro, un libro autoconclusivo. En mayo de este mismo año publicaron el segundo libro de la trilogía Secretos de la luna llena llamado Encuentros. En septiembre del 2017 publicaron el tercer libro de Marabilia llamado Ladrones de libertad. En el año 2018 publicaron en marzo el libro autoconclusivo llamado Antihéroes. En septiembre de este mismo año publicaron Jaulas de Seda, cuarto libro de Marabilia. En noviembre publicaron el último libro de la trilogía Secretos de la luna llena llamado Despedidas.
En marzo de 2019, un año después de la publicación de su novela Antihéroes, Iria y Selene anunciaron a través de su cuenta de Twitter, que la productora de televisión Globomedia había adquirido los derechos para la producción audiovisual de la novela, haciendo posible su adaptación a televisión. Hasta ahora se desconoce si la producción sigue en pie. Este mismo año Iria y Selene publicaron el primer libro de la bilogía El dragón y El Unicornio llamado El Orgullo del Dragón. En octubre del 2019 publicaron el último libro de la serie Marabilia, Reinos de Cristal. En el año 2020 Iria y Selene publicaron en junio el último libro de la bilogía El dragón y el Unicornio llamado La venganza del unicornio. En septiembre del 2020 publicaron el libro infantil Ana y los siete monstruos que ha sido traducido a varios idiomas. En noviembre dieron inicio a la trilogía Olympus y publicaron en noviembre el primer libro llamado La Flor y la muerte. En mayo del 2021 publicaron el segundo libro de Olympus llamado El Sol y la Mentira. En septiembre del 2021 publicaron su primer retelling, Anne sin filtros, versión de Ana, la de Tejas Verdes. En noviembre de ese mismo año publicaron La furia y el laberinto. En el 2022 Iria y Selene publicaron en marzo el libro autoconclusivo Desde Soulcial ¿con amor? En octubre de este mismo año publicaron la reedición de su primera novela Pétalos de Papel. En marzo del 2023 publicaron su segundo retelling llamado Seremos el huracán, un libro inspirado en El maravilloso mago de Oz. 

## Obras

### SerieMarabilia
1. Sueños de piedra (Nocturna, septiembre de 2015)
2. Títeres de la magia (Nocturna, septiembre de 2016)
3. Ladrones de libertad (Nocturna, septiembre de 2017)
4. Jaulas de seda (Nocturna, septiembre de 2018)
5. Reinos de cristal  (Nocturna, octubre de 2019)

### TrilogíaSecretos de la Luna Llena
1. Alianzas (La Galera, noviembre de 2016)
2. Encuentros (La Galera, mayo de 2017)
3. Despedidas (La Galera, noviembre de 2018)

### BilogíaEl Dragón y el Unicornio
1. El orgullo del dragón (Nocturna, marzo de 2019)
2. La venganza del unicornio (Nocturna, junio de 2020)

### SerieOlympus
1. La Flor y La Muerte (Nocturna, noviembre de 2020)
2. El Sol y La Mentira (Nocturna, mayo de 2021)
3. La Furia y El Laberinto (Nocturna, noviembre de 2021)[11]

### TrilogíaTime Keeper
1. El Eco del Destino (Molino, abril de 2024)
2. El Imperio del Caos (Molino, mayo de 2025)

### Novelas autoconclusivas
- Rojo y oro (Alfaguara, febrero de 2017)
- Antihéroes (Nocturna, marzo de 2018)
- Alma y los siete monstruos (Nube de Tinta, septiembre de 2020)
- Anne Sin Filtros (Molino, septiembre de 2021)[12]
- Desde Soulcial ¿con amor? (Nocturna, mayo de 2022)
- Pétalos de papel (Molino, octubre de 2022)[13]
- Seremos el Huracán (Molino, marzo de 2023)[14]
- Imperio (TBR, septiembre de 2023).